# Меремянин, Константин Георгиевич
Константин Георгиевич Меремянин (род. 13 февраля 1946, Агара) — российский политик, член Совета Федерации (2002—2003).

## Биография
Окончил Кубанский сельскохозяйственный институт по специальности «агроном» и Ростовскую высшую партийную школу, работал по специальности в Кавказском районе Краснодарского края.
В 1973 году вступил в КПСС, являлся первым секретарём Кавказского районного комитета ВЛКСМ.
С 1974 года занимал должности инструктора отдела Краснодарского краевого комитета КПСС, председателя Усть-Лабинского районного исполкома, первого секретаря Белореченского городского комитета КПСС, председателя Белореченского городского совета.
В 1989—1991 годах — народный депутат СССР, в 1990—1993 годах — народный депутат РСФСР и Российской Федерации, входил во фракцию «Отчизна» блока «Российское единство».
С 1993 по 1995 год — генеральный директор Северо-Кавказской сельскохозяйственной компании в Белореченске. С 1995 по 1999 год — депутат Государственной думы второго созыва, состоял во фракции КПРФ, входил в Комитет по международным делам. В 2000—2001 годах являлся полномочным представителем Генерального прокурора Российской Федерации в Федеральном Собрании.
С 1 января 2002 по 10 января 2003 года представлял в Совете Федерации Законодательное собрание Краснодарского края, входил в Комитет по делам СНГ.

## Награды
- Орден «Знак Почёта» (указ Президиума Верховного Совета СССР от 7 декабря 1973 года «О награждении орденами и медалями передовиков сельского хозяйства Краснодарского и Ставропольского краев, Ростовской области, Дагестанской, Кабардино-Балкарской, Северо-Осетинской и Чечено-Ингушской автономных республик, наиболее отличившихся в увеличении производства и продажи государству зерна и других продуктов земледелия в 1973 году»).